# Arcola (Saskatchewan)
Pour les articles homonymes, voir Arcola.
Arcola est une ville du sud-est de la Saskatchewan au Canada. Le recensement de 2006 y dénombre 504 habitants.

## Démographie
| 2001 | 2006 | 2011 | 2016 |
| ---- | ---- | ---- | ---- |
| 532  | 504  | 649  | 657  |